# Gregg Karukas

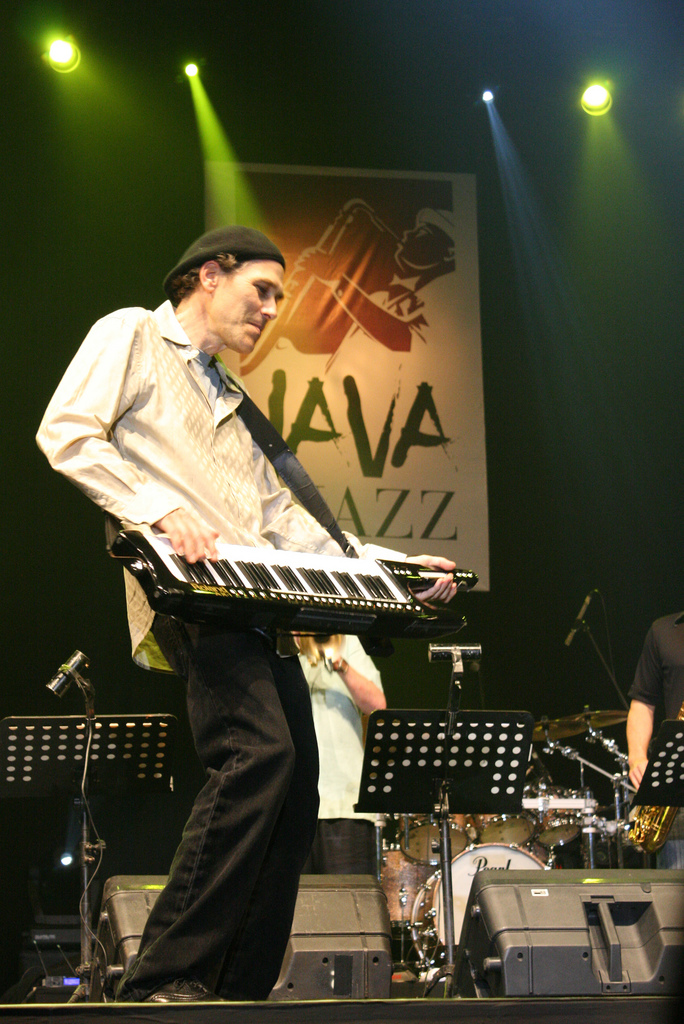
Gregg Karukas am Java Jazz Festival 2008

Gregg Karukas (* 18. Mai 1961 in Baltimore) ist ein amerikanischer Keyboarder und Komponist des Smooth Jazz.

## Leben und Wirken
Gregg Karukas stammt ursprünglich aus der Region Washington, D.C.; er experimentierte bereits als Kind mit Keyboards. Als Teenager machte er seine Jazz-Leidenschaft zum Beruf. Mit 17, direkt nach der High School, begann er eine 5-jährige Zusammenarbeit mit Tim Eyermann's East Coast Offering. 1983 zog er nach Los Angeles, wo er bald mit den Rippingtons, Ronnie Laws, Melissa Manchester, Patti Austin, Kenny G. und David Benoit arbeitete. In späteren Jahren entwickelte er seinen eigenen Smooth Jazzstil; seine Lieder wurden auf vielen amerikanischen Jazzradiostationen gespielt.
Karukas hat mehrere Kompositionen mit dem brasilianischen Komponisten Dori Caymmi geschrieben.

## Diskografie (Auswahl)
- 1987 The Night Owl, Label: Optimism
- 1990/1998 Key Witness, Label: Positive
- 1992 Sound of Emotion, Label: Positive
- 1993/1998 Summerhouse, Label: Positive
- 1993 Home for the Holidays, Label: Fahrenheit
- 1995 You'll Know It's Me, Label: Fahrenheit
- 1998 Blue Touch, Label: Polygram
- 2000 Nightshift, Label: N2K
- 2002 Heatwave, Label: N-Coded/Warlock
- 2004 Best of (Japanese Only), Label: MK Music
- 2005 Looking Up, Label: Trippin 'N' Rhythm
- 2009 GK, Label: Trippin 'N' Rhythm
- 2014 Soul Secrets, Label: Nightowl